# ГЕС Урра
ГЕС Урра — гідроелектростанція у північній частині Колумбії. Використовує ресурс із верхів’я річки Сіну, яка впадає у Карибське море за 120 км на південний захід від Картахени.
В межах проекту річку перекрили кам’яно-накидною греблею висотою 73 метри, довжиною 660 метрів та шириною по гребеню 12 метрів. На час її спорудження воду відвели за допомогою двох тунелів діаметром по 7 метрів із загальною довжиною 1,1 км. Разом з допоміжною дамбою висотою 50 метрів та довжиною 600 метрів ця споруда утримує водосховище з площею поверхні 80,8 км2 та об’ємом 1,6 млрд м3 (корисний об’єм 1234 млн м3), в якому припустиме коливання рівня поверхні у операційному режимі між позначками 107 та 130,5 метра НРМ.
Зі сховища через чотири водоводи довжиною по 215 метрів з діаметром 6,5 метра ресурс подається у пригреблевий машинний зал. Останній обладнали чотирма турбінами типу Френсіс потужністю по 85 МВт, які при напорі у 57,5 метра повинні забезпечувати виробництво 1421 млн кВт-год електроенергії на рік.